# Ángela Tenorio
Ángela Gabriela Tenorio Micolta (* 27. Januar 1996 in Nueva Loja) ist eine ecuadorianische Sprinterin. Sie war die erste Südamerikanerin, die den 100-Meter-Lauf unter 11 Sekunden bestritt und wurde 2017 Südamerikameisterin im 100-Meter-Lauf. Zudem gewann sie zahlreiche weitere Medaillen bei Wettkämpfen auf kontinentaler Ebene und zählt damit zu einer der erfolgreichsten Sprinterinnen ihres Landes.

## Sportliche Laufbahn
Erstmals bei einer internationalen Meisterschaft, trat Ángela Tenorio bei den Ibero-Amerikanischen Meisterschaften 2012 in Barquisimeto an. Über 400 Meter schied sie dort in der Vorrunde aus und belegte in beiden Sprintstaffeln den sechsten Platz. 2013 gewann sie bei den Jugendweltmeisterschaften 2013 in Donezk Bronzemedaille über 100 Meter und Silber über 200 Meter. Sie qualifizierte sich auch für die Weltmeisterschaften in Moskau und schied dort über 100 Meter in der Vorrunde aus. Bei den Panamerikanischen Jugendspielen gewann sie ebenfalls Bronze und Silber in den beiden kürzesten Sprintdistanzen. Zudem gewann sie drei Goldmedaillen bei den Junioren-Südamerikameisterschaften in Resistencia. Auch bei den Juegos Bolivarianos in Trujillo gewann sie Gold über 100 Meter und Bronze über 200 Meter und mit der Staffel. 2014 gewann sie bei den Südamerikaspielen in Santiago de Chile zwei Silbermedaillen und wurde mit der ecuadorianischen Staffel Vierte. Bei den Juniorenweltmeisterschaften in Eugene gewann sie Silber über 100 Meter und die Bronzemedaille über 200 Meter. Bei den U23-Südamerikameisterschaften in Montevideo verpasste sie als Teil der Staffel nur knapp eine Medaille.
2015 nahm das ecuadorianische Sprintteam erstmals an den World Relays auf den Bahamas teil und entschieden dort das B-Finale für sich. Zudem gewann sie erneut beide Goldmedaillen in den Einzelbewerben bei den Juniorensüdamerikameisterschaften in Cuenca und gewann Silber mit der Staffel. Bei den Panamerikanischen Spielen in Toronto feierte sie ihren bisher größten Erfolg. Mit dem Gewinn der Silbermedaille über 100 Meter unterschritt sie als erste Südamerikanerin überhaupt die Schallmauer von 11 Sekunden und stellte damit einen neuen Kontinentalrekord auf – dieser hatte bis zu den Weltmeisterschaften 2017 in London Bestand und wurde dort von der Brasilianerin Rosângela Santos verbessert. Über 200 Meter belegte sie den vierten Platz. 2016 qualifizierte sie sich für die Hallenweltmeisterschaften in Portland und gelangte dort bis in das Halbfinale. Bei den Ibero-amerikanischen Meisterschaften sicherte sie sich zwei Silbermedaillen in den Einzelbewerben. Bei den Olympischen Sommerspielen in Rio de Janeiro gelangte sie sowohl über 100 Meter als auch über 200 Meter bis in das Halbfinale.
2017 ewann das ecuadorianische Sprintteam erneut das B-Finale bei den World Relays. Bei den Südamerikameisterschaften in Luque gewann sie einen kompletten Medaillensatz mit dem Sieg über 100 Meter, Silber über 200 Meter und Bronze mit der Staffel. Als amtierende Kontinentalmeisterin erhielt sie ein Freilos für die Weltmeisterschaften in London und schied dort bereits in der Vorrunde über 100 Meter und auch mit der Staffel aus. Im November gewann sie bei den Juegos Bolivarianos in Santa Marta mit 11,26 s die Goldmedaille über 100 Meter, Silber über 200 Meter und mit der ecuadorianischen 4-mal-100-Meter-Staffel. 2018 gewann Tenorio bei den Südamerikaspielen in Cochabamba jeweils die Silbermedaille über 100 und 200 Meter, wie auch bei den Ibero-Amerikanischen Meisterschaften in Trujillo hinter der Brasilianerin Vitória Cristina Rosa. Anfang September vertrat sie Amerika beim Continental-Cup in Ostrava und wurde dort in 11,44 s Vierte und gewann mit der amerikanischen 4-mal-100-Meter-Staffel. Ende September siegte sie bei den U23-Südamerikameisterschaften in Cuenca in 11,09 s, wie auch mit der Staffel in 44,18 s.
Bei den IAAF World Relays 2019 in Yokohama schied sie mit der 4-mal-100-Meter-Staffel mit 44,74 s in der Vorrunde aus und wurde mit der 4-mal-200-Meter-Staffel in 1:35,91 min Sechste. Im August nahm sie erneut an den Panamerikanischen Spielen in Lima teil und belegte dort in 11,34 s den vierten Platz und wurde über 200 Meter in 23,08 s Sechste. Mit der Staffel wurde sie im Finale disqualifiziert. Über 100 Meter qualifizierte sie sich damit für die Weltmeisterschaften in Doha, bei denen sie mit 11,40 s im Vorlauf ausschied. Bei den World Athletics Relays 2021 im polnischen Chorzów wurde sie mit der 4-mal-200-Meter-Staffel in 1:36,86 min den dritten Platz hinter den Teams aus Polen und Irland und mit der 4-mal-100-Meter-Staffel erreichte sie in 44,43 s Rang fünf und qualifizierte Ecuador damit für die Olympischen Spiele in Tokio. Ende Juli startete sie über 100 m erneut bei den Olympischen Sommerspielen in Tokio und schied dort mit 11,59 s im Vorlauf aus. Zudem verpasste sie in der 4-mal-100-Meter-Staffel trotz neuer Landesrekordzeit von 43,69 s den Finaleinzug. Im Jahr darauf belegte sie bei den Ibero-Amerikanischen Meisterschaften in La Nucia in 11,53 s den sechsten Platz über 100 Meter und anschließend siegte sie in 11,33 s beim Meeting Jaen Paraiso Interior. Im Juli siegte sie in 11,14 s über 100 Meter bei den Juegos Bolivarianos in Valledupar und kam dort über 200 Meter nicht ins Ziel. Im Oktober gewann sie bei den Südamerikaspielen in Asunción in 11,93 s die Bronzemedaille hinter der Brasilianerin Ana Azevedo und María Florencia Lamboglia aus Argentinien. Zudem kam sie mit der 4-mal-100-Meter-Staffel nicht ins Ziel.
2023 gewann sie bei den Südamerikameisterschaften in São Paulo in 11,30 s die Silbermedaille über 100 Meter hinter der Brasilianerin Vitória Cristina Rosa. Anschließend schied sie bei den Weltmeisterschaften in Budapest mit 11,52 s in der ersten Runde aus. Im Jahr darauf schied sie bei den Hallenweltmeisterschaften in Glasgow mit 7,33 s im Vorlauf über 60 Meter aus. Im Mai gelangte sie bei den World Athletics Relays in Nassau mit 43,47 s auf den fünften Platz im A-Lauf im 2. Qualifikationsrennen für die Olympischen Spiele in der 4-mal-100-Meter-Staffel. Kurz darauf gewann sie bei den Ibero-Amerikanischen Meisterschaften in Cuiabá in 11,26 s die Bronzemedaille über 100 Meter hinter der Puerto-Ricanerin Gladymar Torres und Vitória Cristina Rosa aus Brasilien. Zudem belegte sie mit der Staffel in 45,47 s den sechsten Platz. Im August schied sie bei den Olympischen Sommerspielen in Paris mit 11,35 s im Vorlauf über 100 Meter aus.
2023 wurde Tenorio ecuadorianische Meisterin im 100-Meter-Lauf sowie in der 4-mal-100-Meter-Staffel.

## Persönliche Bestzeiten
- 100 Meter: 10,99 s (+0,9 m/s), 22. Juli 2015 in Toronto (ecuadorianischer Rekord), ehemaliger Südamerikarekord
  - 60 Meter (Halle): 7,21 s, 19. März 2016 in Portland (ecuadorianischer Rekord)
- 200 Meter: 22,84 s A (−0,5 m/s), 31. Mai 2015 in Cuenca (U20-Südamerikarekord)
- 400 Meter: 54,28 s, 30. September 2012 in Ibarra